# Годфрі Лінхардт
Ро́нальд Го́дфрі Лі́нхардт (Ronald Godfrey Lienhardt; *17 січня 1921 — 9 листопада 1993) — британський антрополог; досліджував нілотський народ дінка, зокрема у польових умовах безпосередньо спілкуючись і фотографуючи його представників. Написав наукову працю «Божественність і досвід: релігія дінка» (Divinity and Experience: the Religion of the Dinka).

## З життєпису
Народився в Бредфорді, Англія, має змішане швейцарсько-йоркширське походження.
Вступив до Кембриджського університету в 1939 році, де студіював англійську мову в Даунінг-коледжі під керівництвом Ф. Р. Лівіса, допоки його не призвали на військову службу — транспортним офіцером, розміщеним в Африці. 
У 1946 році слідом за ним до Даунінг-коледжу вступив його брат Пітер Лінхардт, який теж студіював англійську та став антропологом.
Після повернення до цивільного життя наукові інтереси Годфрі були перенаправлені на антропологію завдяки знайомству з Едвардом Евансом-Прітчардом, у якого він згодом навчався в Оксфорді. 
Годфрі Лінхардт вибрав за об'єкт наукового дослідження тісно пов'язані з нуерами, яких вивчав його наставник, дінка з південного Судану (1947–50) та їхнів сусідів ануак (1952–1954). 
У Судані почалася громадянська війна, і чимало корінних жителів, яких він знав, були охоплені хронічним насильством. Відтак, Лінхардту було все важче здійснювати свої дослідження. 
Помер у 72-річному віці від ускладнень після перенесенеї пневмонії.

## З доробку
Вивчення дінка Годфрі Лінхардом увінчалось написанням наукової праці Divinity and Experience: the Religion of the Dinka (укр. «Божественність і досвід: релігія дінка»),' що вважається неперевершеним дослідженням африканської релігії. Його основний, цілком дюркгеймівський засновок полягає в тому, що релігію не можна звести до вірувань і практик, радше це складний набір природних і суспільних практик. Методологія дослідника демонструє гостру чутливість до пересторог прямого перекладу ключових слів з лексикону корінних народів, які стосуються віри та релігії, західними мовами.
Бібліографія
- Divinity and experience: The religion of the Dinka, Oxford University Press, 1961
- Social anthropology, Oxford University Press, 1964